# Hotel Lilongüe
El Hotel Lilongüe (en inglés: Lilongwe Hotel) es un hotel ubicado en la calle principal de la ciudad en la zona 3, Capital Hill, Bwaila oeste en Lilongüe, la capital del país africano de Malaui. 
Está situado cerca del aeropuerto internacional de Lilongüe y, a menudo sirve como un lugar para reuniones y conferencias, con capacidad para hasta 150 personas. El hotel dispone de 90 habitaciones con baño e instalaciones de radio, teléfono, fax y televisión vía satélite. El Bar Cocktail y el Bar Malingunde se encuentran en el hotel y ofrecen música en vivo los siete días de la semana. Se sirve cocina internacional en el restaurante Malingunde. El hotel está rodeado de jardines. 